# Detroit Dragons
Die Detroit Dragons waren ein US-amerikanisches Eishockeyfranchise der All American Hockey League aus Fraser, Michigan. Sie spielten in der 3.400 Plätze fassenden Great Lakes Sports City Superior Arena.

## Geschichte
Gegründet wurde das Franchise im Jahr 2008 unter dem Namen Motor City Gamblers. Sie sollten in der Midwest Hockey League spielen. Die Liga nahm ihren Spielbetrieb aber nie auf und fusionierte mit der AAHL. Zusammen mit den Madison Ice Muskies wechselten die Motor City Gamblers in die neue Liga und änderten ihren Namen in Detroit Dragons. Doch bereits nach 14 Spielen und trotz elf Siegen stellte das Franchise den Spielbetrieb aus finanziellen Gründen ein. Die Liga ersetzte sie durch die Chicago Blaze.